# Mason Foster
Mason Foster (Seaside, 1º marzo 1989) è un giocatore di football americano statunitense che gioca nel ruolo di middle linebacker per i Washington Redskins della National Football League (NFL). Fu scelto nel corso del terzo giro (84º assoluto) del Draft NFL 2011 dai Tampa Bay Buccaneers. Al college ha giocato a football all'Università di Washington.

## Carriera professionistica

### Tampa Bay Buccaneers
Foster fu scelto nel corso del terzo giro del Draft 2011 Tampa Bay Buccaneers. Mason fu multato di 20.000 dollari per un colpo su Chad Ochocinco dopo la seconda gara di pre-stagione. Ochocinco si offrì di pagare lui stesso la multa, dal momento che non era d'accordo con la decisione della NFL, ma la lega affermò che ciò non era consentito. Foster iniziò la stagione regolare come middle linebacker titolare dei Bucs, disputando alla fine tutte le 16 gare della stagione regolare e totalizzando 84 tackle, 2 sack, un intercetto e due passaggi deviati. Nella stagione successiva disputò tutte le gare come titolare facendo registrare 105 tackle, 2 sack, 1 intercetto e 1 passaggio deviato.
Nella prima gara della stagione 2013 contro i New York Jets, Foster mise a segno 8 tackle, un fumble forzato e 2 sack su Geno Smith. La settimana successiva fece registrare il primo intercetto stagionale. Si ripeté nella settimana 11 contro gli Atlanta Falcons e nella 14 contro i Buffalo Bills.

## Statistiche
| Partite totali      | 86  |
| Partite da titolare | 72  |
| Tackle              | 504 |
| Sack                | 7,0 |
| Intercetti          | 5   |
| Fumble forzati      | 4   |

Statistiche aggiornate alla stagione 2016